# Moritz von Fries

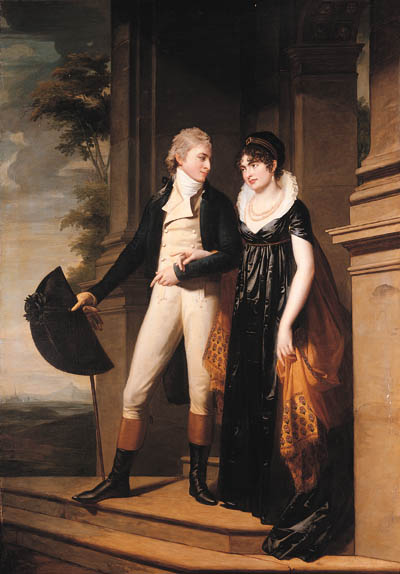
Graf Moritz von Fries mit seiner Frau, Gemälde von Jean-Laurent Mosnier, ca. 1801

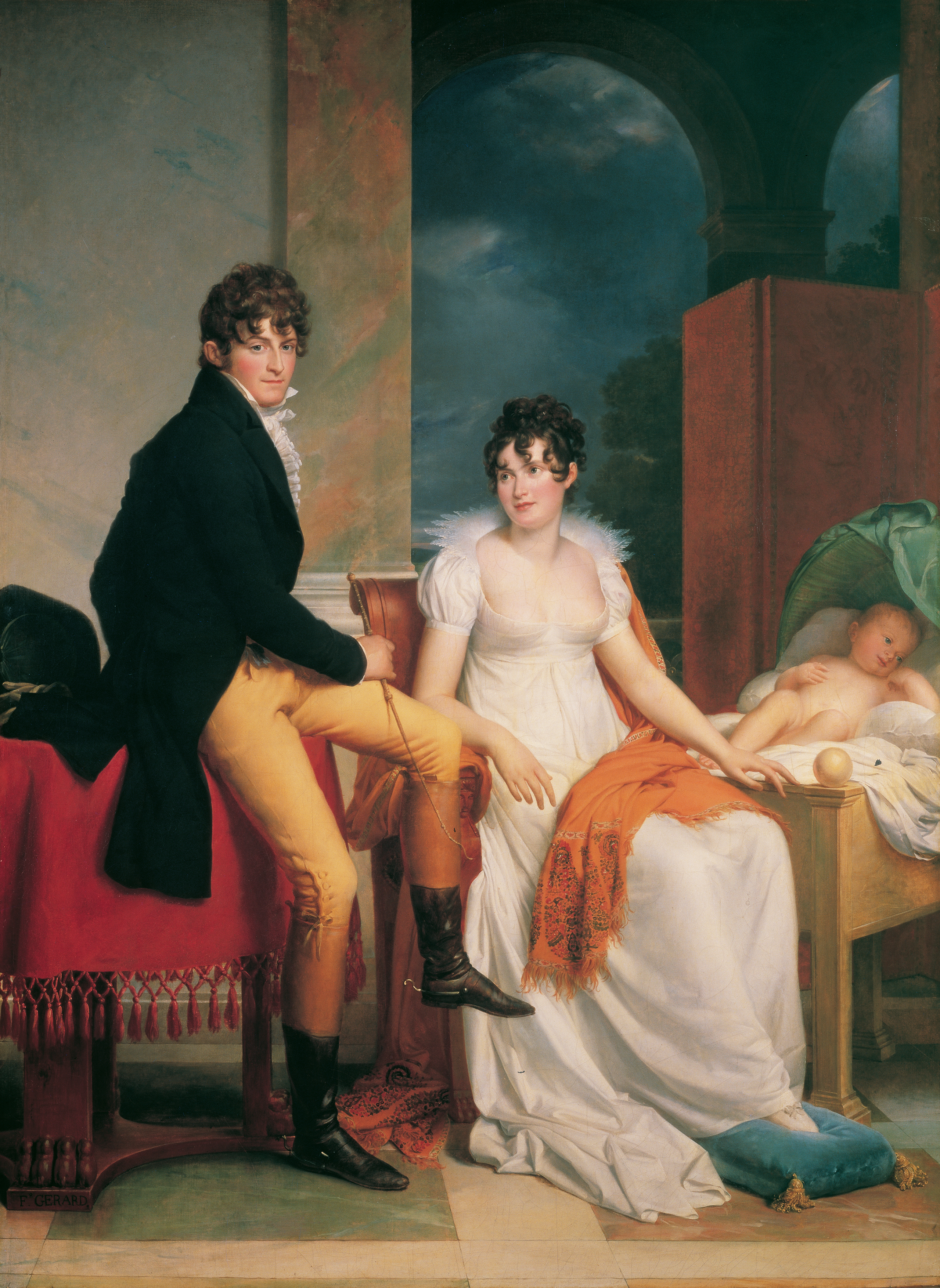
François Gérard: Moritz Christian Reichsgraf von Fries mit seiner Frau Maria Theresia Josepha, geb. Prinzessin Hohenlohe-Waldenburg-Schillingfürst, und dem Sohn Moritz, um 1805, Belvedere, Wien

Moritz Christian Johann Reichsgraf von Fries (* 6. Mai 1777 in Wien; † 26. Dezember 1826 in Paris) war Kunstmäzen, Kunstsammler und Bankier.

## Leben und Wirken
Moritz von Fries war der jüngste Sohn von Graf Johann von Fries und Anne d’Escherny. Sein jung verstorbener Bruder Joseph Johann von Fries (1765–1788) kannte Goethe vermutlich aus Karlsbad und traf mit ihm auf dessen Italienischer Reise in Rom und Neapel häufig zusammen. Seine Schwester Ursula Viktoria Gräfin von Fries war mit Johann Hilmar Reichsgraf von Schönfeld verheiratet.
1794 bis 1797 studierte Moritz in Leipzig, vom Galeriedirektor Lerse, dem Jugendfreund Goethes, betreut. Er vermehrte die von seinem Bruder Josef angelegte Kunstsammlung auf mehr als 300 Meisterwerke (unter anderem Werke von Raffael, van Dyck, Rembrandt, Reni, Dürer), besaß eine umfangreiche Sammlung von Handzeichnungen, Kupferstichen, Skulpturen, Münzen und Mineralien sowie eine umfangreiche Bibliothek.
Fries gehörte zum Freundeskreis von Ludwig van Beethoven, den er auch finanziell unterstützte. Der Komponist widmete Fries die Violinsonate a-Moll op. 23 (1801), die Violinsonate F-Dur op. 24 („Frühlingssonate“, 1802), das Streichquintett C-Dur op. 29 (1801) sowie die 7. Sinfonie A-Dur op. 92 (1812). Ferner war Fries großzügiger Mäzen Franz Schuberts.
Das Bankhaus der Familie Fries, welches sein Vater Johann von Fries gegründet hatte, produzierte in Wien von 1752 bis 1776 den Maria-Theresien-Taler, der bis ins 19. Jahrhundert, selbst in Afrika und im Orient, gesetzliches Zahlungsmittel war. Die Bankiers Fries gehörten zu den einflussreichsten Persönlichkeiten der österreichischen Hochfinanz.

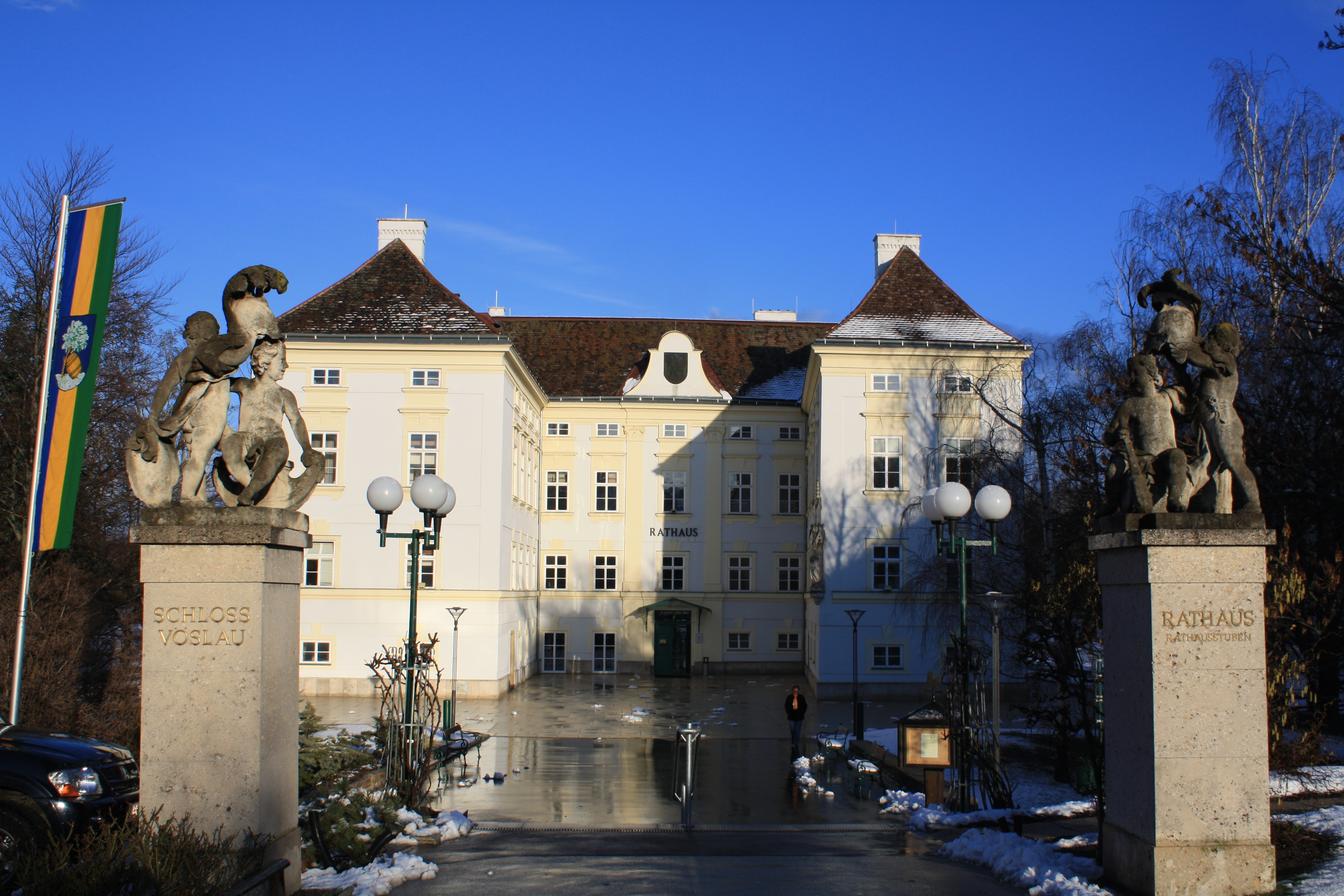
Schloss Vöslau, das heutige Rathaus

1773 gelangte die Herrschaft und Schloss Vöslau in den Besitz der Familie Fries und damit begann der Aufstieg von Bad Vöslau. Die Familie Fries ließ das Vöslauer Schloss durch Johann Ferdinand Hetzendorf von Hohenberg, den Hofarchitekten und Schöpfer der Gloriette und des Schlosstheaters in Schönbrunn sowie des Fries’schen Stadtpalais auf dem Wiener Josefs-Platz (Palais Pallavicini), zu seiner noch jetzt bestehenden Gestalt umbauen. Mit Hetzendorf kam auch der Bildhauer Franz Anton Zauner nach Vöslau, von dem die Putten am Portal des Schlossparkes sowie im Stiegenhaus des Schlosses stammen. Die Architektur des Schlosses mit den Plastiken bilden ein für Österreich seltenes Ensemble frühklassizistischer Kunst.
Er ließ die Thermalquelle in Vöslau fassen und im Jahr 1822 zu einem Bad ausbauen, dem heutigen Thermalbad Vöslau. Ebenso betrieb er den Fürstlich Esterhazy´schen Braunkohlebergbau in Neufeld an der Leitha.
Graf Moritz von Fries war in erster Ehe seit 1800 mit Prinzessin Maria Theresia zu Hohenlohe-Waldenburg-Schillingsfürst (1779–1819) verheiratet. Ein Bild der Familie wurde um 1805 von François Gérard gemalt und befindet sich heute im Belvedere in Wien. 1825 heiratete er in zweiter Ehe die Tänzerin Fanny Münzenberg (1795–1869), mit der er eine bereits 1820 geborene Tochter (Amalia Felicia) hatte.
Sein Sohn aus erster Ehe Moritz (1804–1887) heiratete 1836 Flora von Pereira-Arnstein (1814–1882). Seine Tochter Felicie (* 20. Oktober 1820; † 27. Februar 1862) heiratete den (belgischen) Diplomaten Firmin Rogier (1791–1875).

### Wirtschaftlicher Niedergang
Das Vermögen des Bankhauses Fries war bis 1800 auf 2,5 Millionen Gulden gestiegen, von denen 80 % Fries gehörten. Moritz von Fries war zu diesem Zeitpunkt der reichste Mann der Monarchie. Trotzdem sollte dieses große Vermögen innerhalb eines Vierteljahrhunderts völlig verloren gehen und im April 1826 mit einem Konkurs enden. Der übergroße Lebensaufwand der Familie, die gewaltigen Ausgaben auf den großen Reisen, die große Geldentwertung der Napoleonischen Kriege und anderes mehr bewirkten den fortschreitenden Niedergang des Bankhauses. 1820 war sein Geschäftsanteil bereits auf 40 % gesunken, der unaufhaltsame Abstieg führte so weit, dass man ihn aus dem Bankgeschäft entfernte und seinen Sohn an die Spitze des Hauses stellte, der jedoch die Katastrophe nicht mehr verhindern konnte. Seine bedeutende Sammlung von Kunstschätzen musste zur Befriedigung der Gläubiger nach der Konkurserklärung des Bankhauses Fries versteigert werden. Darunter befand sich etwa die Studiensammlung des Schweizer Pastors und Physiognomen Johann Caspar Lavater, die Kaiser Franz I. von Österreich 1828 für seine Privatbibliothek erwarb. Graf Moritz von Fries ging danach mit seiner zweiten Frau nach Paris, wo er nur wenige Monate später im Alter von 49 Jahren starb.